# Hohenselchow-Groß Pinnow
Hohenselchow-Groß Pinnow – gmina w Niemczech, w kraju związkowym Brandenburgia, w powiecie Uckermark, wchodzi w skład urzędu Gartz (Oder).

## Zabytki
- Kościół św. Jana w Hohenselchowie
- Kościół św. Katarzyny w Groß Pinnowie